# Infanterie greift an

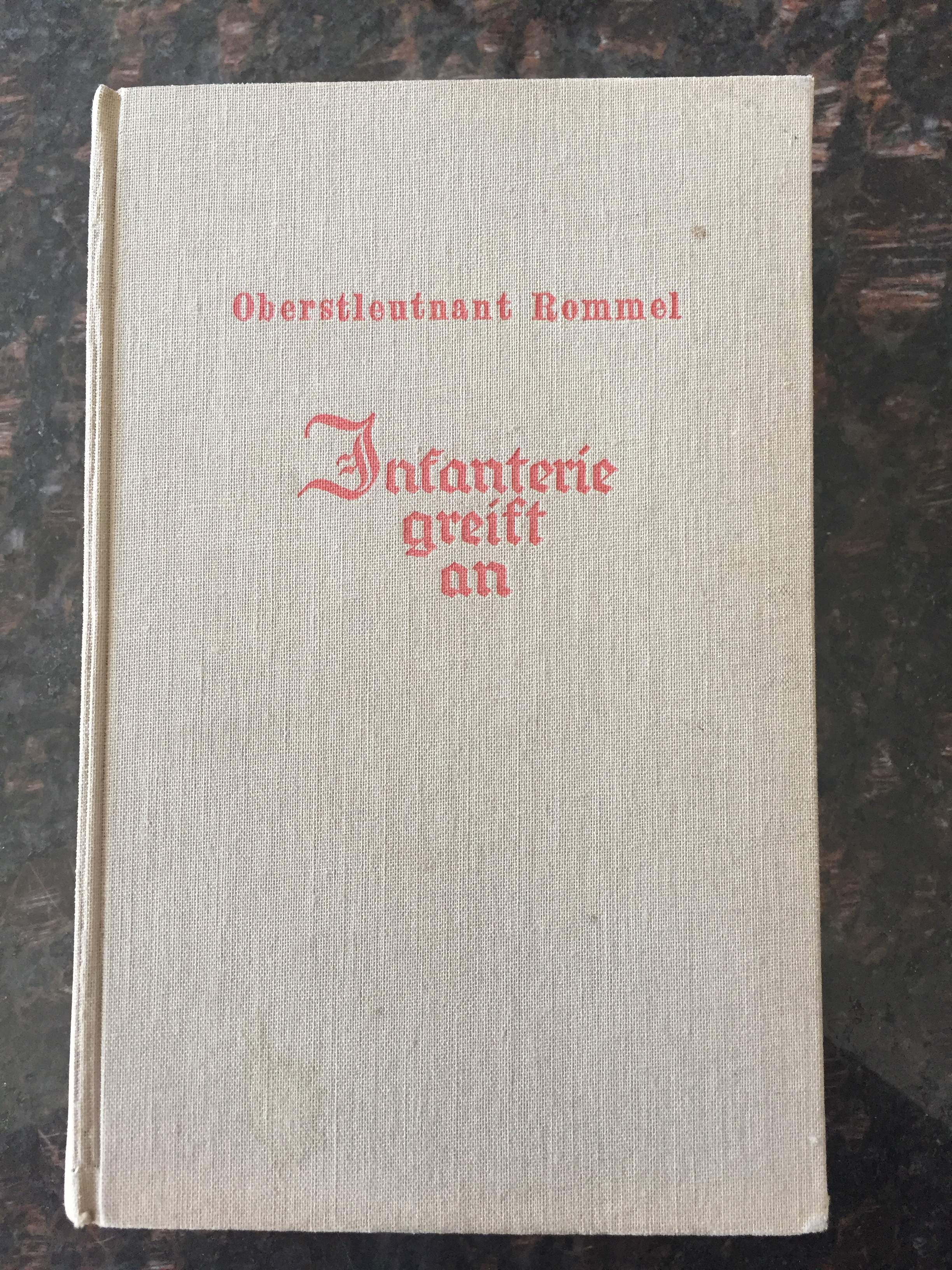
Ausgabe von Infanterie greift an, 1937

Infanterie greift an ist eine erstmals 1937 erschienene Abhandlung über die Taktik der Infanterie von Erwin Rommel.
Seine Aufzeichnungen zum geplanten Buch begannen bereits in seiner Zeit als Lehrer an der Infanterieschule in Dresden. Er wurde im September 1929 nach Dresden versetzt, wo er vier Jahre wirkte.

## Inhalt
In der Schrift beschreibt Rommel Gefechte, an denen er im Ersten Weltkrieg zunächst als Leutnant des Infanterie-Regiments „König Wilhelm I.“ (6. Württembergisches) Nr. 124 und später als Kompanieführer im Württembergischen Gebirgsbataillon teilnahm. Die Schrift unterteilt sich in sechs Kapitel:
- I.	Bewegungskrieg 1914 in Belgien und Nordfrankreich
- II.	Kämpfe in den Argonnen 1915
- III.	Stellungskrieg in den Hochvogesen 1916, Bewegungskrieg in Rumänien 1916/1917
- IV.	Kämpfe in den Südostkarpathen, August 1917
- V.	Angriffsschlacht bei Tolmein 1917
- VI.	Verfolgung über Tagliamento und Piave

Nach jedem größeren Gefecht schrieb Rommel einen Bericht und zeichnete dazu Karten und kleine Bilder. Bis zum Verbot durch die alliierten Besatzer im Jahr 1945 wurden mehr als 400.000 Exemplare verkauft. Rommel plante eine weitere Schrift über seine Gefechtserfahrungen als Generalfeldmarschall während des Afrikafeldzuges unter dem Titel Panzer greift an. Sein erzwungener Suizid 1944 verhinderte den Abschluss dieser Arbeit.

## Rezeption
Bereits 1944 wurde das Buch durch The Infantry Journal in englischer Sprache in den USA herausgegeben. Nach dem Krieg wurde es in verschiedenen Sprachen veröffentlicht. In Deutschland gab es bis in die jüngste Vergangenheit verschiedene Auflagen. 2019 erschien das Buch zuletzt in deutscher Sprache.
Die militärstrategische Abhandlung Rommels in Tagebuchform war auch die bevorzugte Lektüre des Generals der US Army und Oberbefehlshabers der Koalitionstruppen im Zweiten Golfkrieg Norman Schwarzkopf.